# Samuel de Champlain
Samuel de Champlain (Brouage, 1567 és 1580 között, valószínűleg 1580-hoz közel – Québec, 1635. december 25.) francia hajós, térképész, felfedező. Ő alapította Québec városát 1608. július 3-án; „Új-Franciaország atyjának” is nevezik.
Többször visszahajózott Franciaországba, s 1619-ben Új-Fundland kormányzójává nevezték ki. Az ő nevéhez fűződik Új-Fundland gyarmatosításának kezdete.

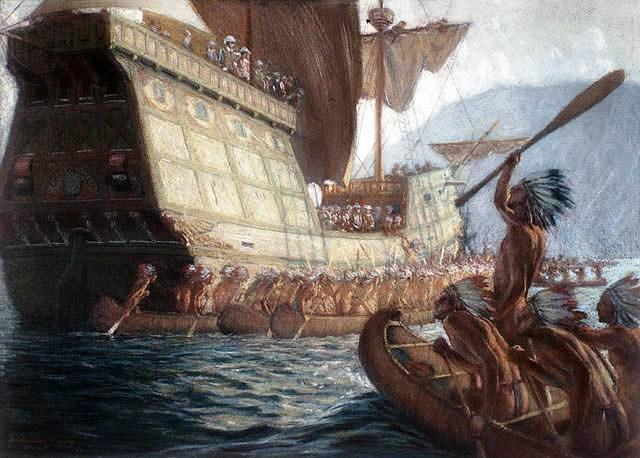
George Agnew Reid: Samuel de Champlain érkezése

## Fordítás
- Ez a szócikk részben vagy egészben a Samuel de Champlain című angol Wikipédia-szócikk ezen változatának fordításán alapul.  Az eredeti cikk szerkesztőit annak laptörténete sorolja fel. Ez a jelzés csupán a megfogalmazás eredetét és a szerzői jogokat jelzi, nem szolgál a cikkben szereplő információk forrásmegjelöléseként.